# Европейский липарис
Европейский липарис (лат. Liparis liparis) — вид морских лучепёрых рыб из семейства липаровых. Редко встречающаяся рыба, относящаяся к морскому комплексу видов.

## Описание

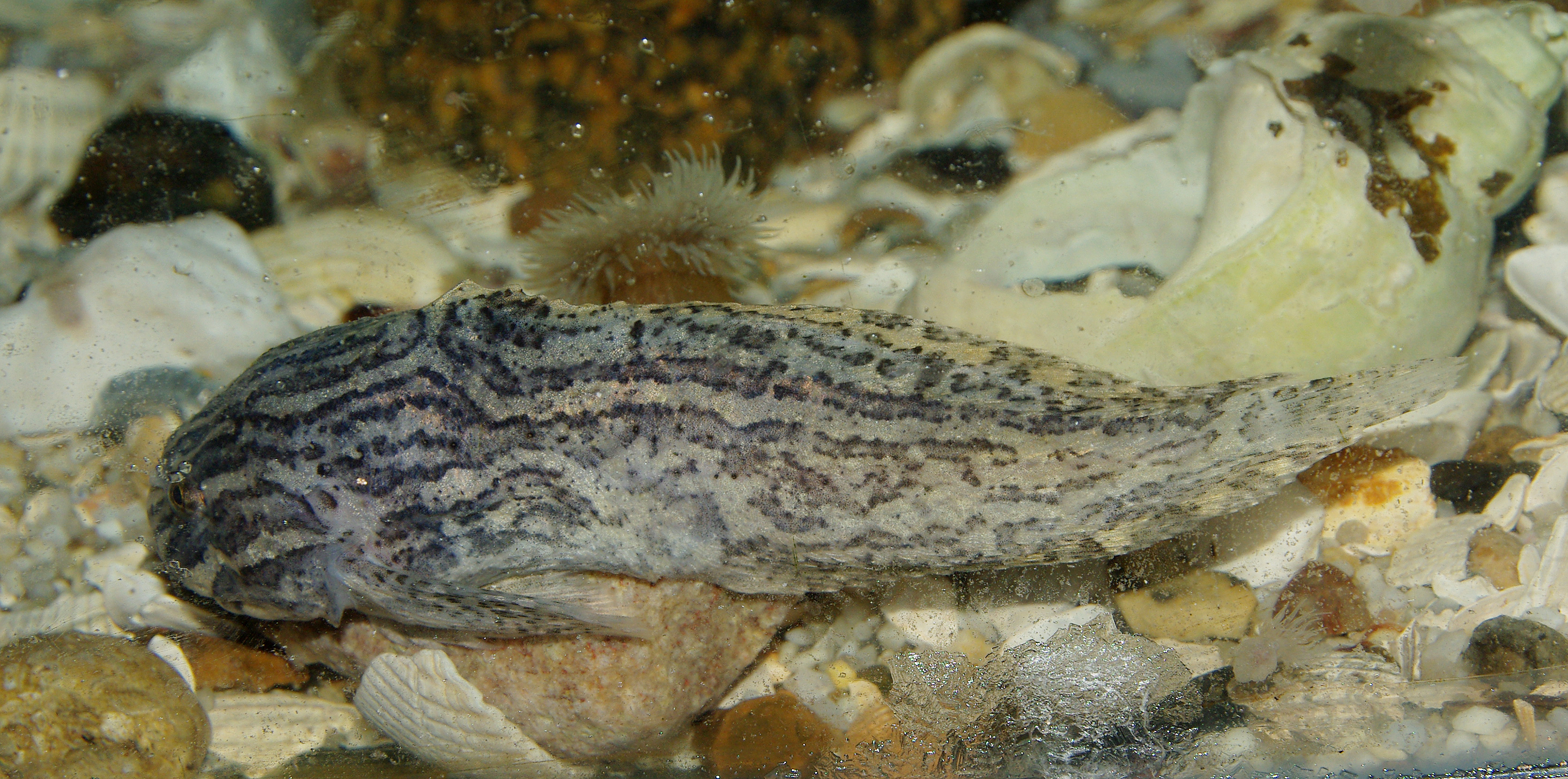

Максимальная длина тела 15 см. Тело удлиненное, сжатое с боков (особенно в задней части). Голова широкая, несколько уплощенная. Спинной плавник очень длинный, заходит на хвостовой. Основание спинного плавника очень длинное. В спинном плавнике 33-35 лучей. Передние лучи спинного плавника являются укороченными. Анальный плавник несколько короче спинного, заходит на хвостовой плавник. Грудной плавник с широким основанием и выемкой в своей нижней части. Брюшные плавники видоизменены в большой присасывательный диск. Тело голое, покрытое полупрозрачной тонкой кожей. Под кожей залегает слой рыхлой соединительной ткани, за счёт которого кожа становится подвижной, а рыба приобретает студнеобразный вид. Плавательный пузырь отсутствует. Окраска тёмно-коричневая на верхней стороне тела и значительно более светлая на нижней. Тело покрыто полосками и пятнами более тёмного, чем основной фон, коричневого цвета .

## Ареал
Распространение: Северная Атлантика и прилежащие воды Северного Ледовитого океана у берегов Европы, Исландии, Шпицбергена и Гренландии, к югу до Ла-Манша; Балтийское море. В водах России известен в Баренцевом море и Белом море, встречается в Карском море и в море Лаптевых, у Новой Земли и Новосибирских островов.

## Биология
Обитает в прибрежной зоне, на глубинах до 100—300 метров. В Северном море обитает на илистых и песчаных грунтах, в других районах — иногда и на скалистых грунтах. Рыбы встречаются как при положительных, так и при отрицательных температурах воды. Донная малоподвижная рыба. Питается преимущественно мелкими ракообразными (креветки, крабы, амфиподы), реже — рыбой и многощетинковыми червями. В южных районах своего ареала нерест идёт в декабре-феврале, на севере размножается в начале весны. Икра прозрачная, донная, откладывается на колонии морских полипов, подводную растительность. Диаметр икринок 1,4—1,5 миллиметра. Личинки выходят через 6—8 недель после оплодотворения икры; сперва ведут пелагический образ жизни, с возрастом постепенно опускаются на дно.